# منظمة جونيور أمباسادور
جونيور أمباسادور هي منظمة تربوية متخصصة في مجال القيادة العالمية الإبداعية، وبرنامج «جونيور أمباسادور» هو برنامج تبادل ثقافي دولي، وهو معتمد من قبل المنظمات الحكومية لتدريب القادة العالميين من الشباب (السفراء الشباب).

## الغاية
إن غرض برنامج منظمة جونيور أمباسادور هو تدريب الممثلين الثقافيين الصغار حول العالم، والذين يمكن أن يقودوا جيل الدبلوماسية الثقافية للقرن الواحد والعشرين، وأن يساهموا في سعادة الجنس البشري وتنميته بالكثير من المعرفة والمحبة للجنس البشري. ويكمن الغرض من برنامج جونيور أمباسادور في تدريب السفراء الشباب الذين يمكن أن يقودوا جيل الدبلوماسية الثقافية في القرن الواحد والعشرين، وأن يساهموا في سعادة الجنس البشري وتطوره. ومنذ إقرار المؤتمر العام السادس والعشرين لمنظمة اليونسكو «جدول أعمال سول: أهداف تبادل الفنون الثقافية»، والذي قاده بشكل رئيسي حكومة جمهورية كوريا؛ أصبح تطبيق التنوع الثقافي والحوار بين الثقافات والتنمية المستدامة من القضايا المهمة. وحتى يتسنى تطبيق الأيديولوجية التربوية والتعليمية لمنظمة اليونسكو، فإن هدف منظمة جونيور أمباسادور يتمثل في تدريب قادة يتميزون بأسلوب يتناسب مع القرن الواحد والعشرين، وهم قادة يتفهمون حركة التدفق الثقافي العالمي، ويمكنهم تولي زمام تبادل الفنون الثقافية.

## المنظمات الحكومية المنتمية لهذه الشراكة
يعمل معًا كشركاء في إدارة برنامج جونيور أمباسادور كلٌ من المجلس البريطاني وهيئة تنمية السياحة في فرنسا (ATOUT) والهيئة الحكومية الإيطالية للسياحة (ATOUT) والسفارة السويسرية وهيئة السياحة السويسرية. وهؤلاء الشركاء الدوليون يتعاونون في تصميم البرنامج والاشتراك في استضافة الأنشطة الثقافية وإصدار أوراق الاعتماد.

## المنهج
تعتمد منظمة جونيور أمباسادور على العديد من البرامج كما هو مشار إليه فيما يلي.
برنامج فترة تدريب جونيور أمباسادور
يعتبر برنامج فترة تدريب جونيور أمباسادور برنامجًا تعليميًا وتربويًا دوليًا معنيًا بالتبادل الثقافي، حيث يُعِد السفراء الشباب ذوي الثقافة الذين حصلوا على تدريب لاكتساب القدرات والمعارف، علاوة على كونه معتمدًا من قبل المنظمة الحكومية.
- <The UK Junior Ambassador Online Lecture>

الإمبراطورية البريطانية، التي غزت العالم من قبل بالقوة أصبحت اليوم تؤثر على العالم من خلال الثقافة. يقدم برنامج جونيور أمباسادور في المملكة المتحدة الأدب البريطاني، والذي يعتبر مصدرًا قويًا لثقافة المملكة المتحدة، والتي أُعيد إنتاجها في شكل أفلام ومسرحيات موسيقية.
- <France Junior Ambassador Online Lecture>

يعرض برنامج جونيور أمباسادور فرنسا عبر الإنترنت كيف أن الحياة في فرنسا أصبحت فنًا من خلال صناعة الموضة وفنون الطبخ. حيث يمكن للطلاب معايشة الحياة في فرنسا؛ فهي دولة تأتي بين أوائل الدول التي أنشأت وزارة للثقافة في العالم ومارست سياسة ثقافية تتسم بالحماسة تجاه الفن. ومع ذلك، فإن الاتحاد السوفيتي يعد أول من أنشأ وزارة للثقافة في عام 1936، وتبعه إيطاليا التي أنشات الوزارة في عام 1937، ثم فرنسا في عام 1959.
- <Italy Junior Ambassador Online Lecture>

تعتبر إيطاليا الدولة التي ألهمت العديد من الفنانين والذين أولعوا بغرامها. ويمكن للطلاب معايشة الإبداع الإيطالي من خلال أعمال المهندسين المعماريين الإيطاليين وفناني النهضة الإيطاليين مثل ليوناردو دافنشي ومايكل أنجلو ورفائيل.
- <Switzerland Junior Ambassador Online Lecture>

سويسرا دولة تشتهر بأنشطتها السياحية. فأول معهد للضيافة تم إنشاؤه هنا في سويسرا، هذا بالإضافة إلى إنشاء أول قطار جبلي في العالم، وأول قطار بعجلات، وأول عربة قطار هوائي بانورامية. ويمكن للطلاب التعرف على أسرار التربية والتعليم السويسرية، واكتشاف كيف أن بيئتها التربوية والتعليمية قد أنجبت العديد من الحائزين على جائزة نوبل وكيف أن الدولة تغلبت على المشكلات البيئية حتى تتمكن من التنافس في مجال السياحة.
مدرسة سفير الأحلام
تستهدف مدرسة سفير الأحلام (Dreaming Ambassador School) كل مدرسة ابتدائية ومتوسطة. وتعتبر برنامجًا محوريًا خاصًا يشارك فيه العديد من خبراء المنظمات العالمية ومنظمات الحكومات الأجنبية والمتخصصون في الدول المحلية والأجنبية على حد سواء.
مدرسة الشباب الثقافية
مدرسة الشباب الثقافية (Cultural Youth School) هي برنامج لتدريب القادة العالميين من خلال الأنشطة الإبداعية في المدارس الابتدائية والمتوسطة، ومن خلال مناهج ما بعد اليوم الدراسي، ومدارس السبت. وتقدم كلًا من الإبداعية والمواطنة العالمية معًا باعتبارهما من ضروريات القرن الواحد والعشرين. وعلاوة على ذلك، تدير الدورة المكثفة الخاصة ببرنامج تدريب جونيور أمباسادور المعتمد من قبل المنظمات الحكومية الأجنبية.
مدرسة الإرشاد
هي نوع من برامج التعليم الاجتماعي التي تدار من خلال مشاركة معارف المعلمين الخاصين في مجتمع إرشاد منظمة جونيور أمباسادور. الخطوة الأولى تكمن في تقديم «لي أو يونج»، الذي يعد أول وزيرة للثقافة في كوريا، محاضرة خاصة عبر الإنترنت. علاوة على ذلك، هناك محاضرات خاصة تحت عنوان «100 دقيقة كجولة حول العالم»، يقدمها سفير سابق وحالي، يُسمى «السفير الأول».
برنامج التجربة الثقافية
لدعم استيعاب ثقافة العالم، وتأسيس المواطنة العالمية، وإبداعية الامتزاج وقدرته الاستعابية، تشارك منظمة جونيور أمباسادور في حدث التجربة الثقافية (Cultural Experience Event) مع المنظمات الحكومية كرعاة مشاركين وخبراء في العديد من المجالات المختلفة. ويعتبر حدث التجربة الثقافية مساهمة من أجل الحصول على الرفاهية العامة، ويمكن لأي شاب في مرحلة المراهقة المشاركة. وللحصول على مزيد من المضمون التفصيلي، يمكنك التحقق من خلال الصفحة الرئيسية لمنظمة جونيور أمباسادور.
- «تصميم سويسري: متقاطع» مع السفارة السويسرية في كوريا ’

- «مهرجان الشعور الأوروبي» مع أربع منظمات حكومية أوروبية

- حفل كريسماس فرنسي مع مدير هيئة تنمية السياحة في فرنسا

- «الأسبوع السويسري في سول» في السفارة السويسرية في كوريا ومعرض أرت سبيس سونجيون (SongEun Artspace)
- حدث «القيادة العالمية» يوم الأرض مع رئيس مكتب كوريا لدائرة التنمية الاقتصادية بجورجيا
- «الحوار الإعلامي الفني السويسري» مع سفارة سويسرا بكوريا
- فرنسا الجميلة من خلال المعهد الفرنسي بسول
- السينما الفرنسية من خلال المعهد الفرنسي بسول
- «تعلم آداب السلوك من خلال ثقافة حفل الشاي اليابانية» بالتعاون مع مركز التواصل الثقافي بسفارة اليابان بكوريا، حفل يتضمن دعوة الشباب في مرحلة المراهقة.

الكتاب المرجعي
الكتب المدرسية بالمملكة المتحدة وفرنسا وإيطاليا وسويسرا تنشر محتوى دورات تدريب منظمة جونيور أمباسادور التربوية والتعليمية. كما يمكن للطلاب الذين لم يشاركوا في برنامج التدريب التقدم لإجراء اختبار السفير المعتمد.

## إجراءات الاختبار والاعتماد
إن الغرض من اختبارات منظمة جونيور أمباسادور هو تقييم ذكاء المرشح وحساسيته وشخصيته والقدرة الاستيعابية للقادة العالميين (السفراء الشباب) اعتمادًا على القيم التربوية والتعليمية من أجل تحقيق التنمية المستدامة. وجميع الأطفال دون سن الرابعة عشر يمكنهم التقدم لإجراء الاختبارات. فالاختبار الأول يسير على نهج اختبارات الاختيار من متعدد والاختبار الثاني اختبار مقالي. وسوف يُمنح أولئك الطلاب الذين نجحوا في اجتياز الاختبار الثاني الأخير خطابَ اعتمادٍ موثّقًا من قبل المنظمات الحكومية. ويمكنك الاطلاع على معلومات محددة حول اختبارات منظمة جونيور أمباسادور على الصفحة الرئيسية لمنظمة جونيور أمباسادور

## أنشطة المسؤول عن التعيين
يبدأ الطلاب الذين نجحوا في اجتياز اختبار جونيور أمباسادور المعتمد، والذين عيّنتهم الحكومة، النشاط الحقيقي. ففي بادئ الأمر، سيحصلون على خطاب اعتماد السفير الثقافي الذي تم توقيعه من قبل مدير منظمة حكومية، وسوف تكون لديهم فرصة المشاركة في لقاء مائدة مستديرة مع المدير. وعلاوة على ذلك، سيحصل المعيَّنون على دعوة لحضور أحداث متنوعة شديدة الأهمية، حيث يمكنهم تمثيل دور القادة الشباب عن الدولة التي انضموا إليها.

## الميزات
أنشطة ثقافية بالتعاون مع منظمات حكومية أجنبية وفنانين أجانب
يقدم برنامج جونيور أمباسادور خبرات ثقافية عالية الدرجة بشكل شهري وذلك بمشاركة المنظمات الحكومية والفنانين الدوليين والمحليين. وخلال الأحداث، يمكن للمشاركين بناء علاقات مع ممثلي الوكالات الحكومية الأجنبية والفنانين. وعلاوة على ذلك، يمكن للمشاركين تعلم وضع التصورات والتغلب على التحديات التي تواجههم من أجل أن يصبحوا قادة عالميين.
خطاب الاعتماد معتمد من قبل المنظمات الحكومية الأجنبية
سيتم منح أولئك الطلاب الذين يكملون البرنامج ويجتازون الاختبار المقالي خطاب اعتماد موثّقًا من قبل المنظمات الحكومية الأجنبية. وسوف يحظى المرشحون الناجحون بأولوية المشاركة في الأحداث التي تنظمها المنظمات الحكومية الأجنبية. ويمكن للطلاب المميزين بين المرشحين أن يصبحوا سفراء صغارًا شرفيين، كما أن أفضل سفير صغير شرفي سيحظى بفرصة الدراسة في الخارج مرة كل عام.
التربية الثقافية والفنية للتنمية المستدامة
يمكن للطلاب تعلم الجغرافيا والتاريخ والمعارف العامة من مختلف أنحاء العالم، هذا بالإضافة إلى دراسة ثقافة وفنون كل دولة عبر الإنترنت وخارجه. فهذا التعليم يحقق أحد أهداف جدول أعمال منظمة اليونسكو، ألا وهو «التنوع الثقافي».
برنامج التعلم بالتوجيه الذاتي
يحظى السفراء الصغار بأفضلية على المتعلمين بالتوجيه الذاتي. وهذا نظرًا لأن الدورة عبر الإنترنت مصممة لجذب الأطفال للتعلم الذاتي من خلال إثارة فضولهم حول الثقافة الأجنبية. ويمكن لخطاب الاعتماد الصادر عن المنظمات الحكومية الأجنبية أن يكون نافعًا أثناء مقابلات الالتحاق بالمدارس، وخاصة بالنسبة للأطفال الذين يأملون في أن يكونوا دبلوماسيين، أو أن يكون أحدهم سكرتيرًا عامًا للأمم المتحدة أو فنانًا.

## مجتمع الإرشاد
تعتبر جمعية السفراء (Ambassador Society) جمعية تبادل دولية تقوم بدور الإرشاد للسفراء الصغار. وتتكون هذه الجمعيات من متخصصين من مختلف القطاعات بكوريا، ويدعمون نموذجًا جديدًا من التربية الثقافية والفنية.
1. السفير الأول: السفير الأول لي أو يونغ، أول وزير ثقافي لكوريا، يلقي محاضرات ضمن برنامج جونيور أمباسادور حول القيادة العالمية، ويشرح كيفية المحافظة على الهوية الذاتية في المجتمع المتعدد الثقافات.
2. السفير العالمي: يضم منصب السفراء العالميون ممثلي أربع منظمات حكومية أوروبية. ويدعمون الأنشطة الثقافية لبرنامج جونيور أمباسادور (السفير الصغير) ويشاركون فيها.
3. السفير الثقافي: يضم السفراء الثقافيون فناني العالم البارزين المعاصرين. ويقومون بتحفيز السفراء الصغار في الجانب الإبداعي.
4. السفراء الأكاديميون: يضم السفراء الأكاديميون أربعة أساتذة يدرسون حاليًا في جامعات كوريا. ويقومون بتوجيه البرنامج بهدف التربية والتعليم من أجل تحقيق التنمية المستدامة.

## وصلات خارجية
- الموقع الرسمي